# 杜埃钟楼

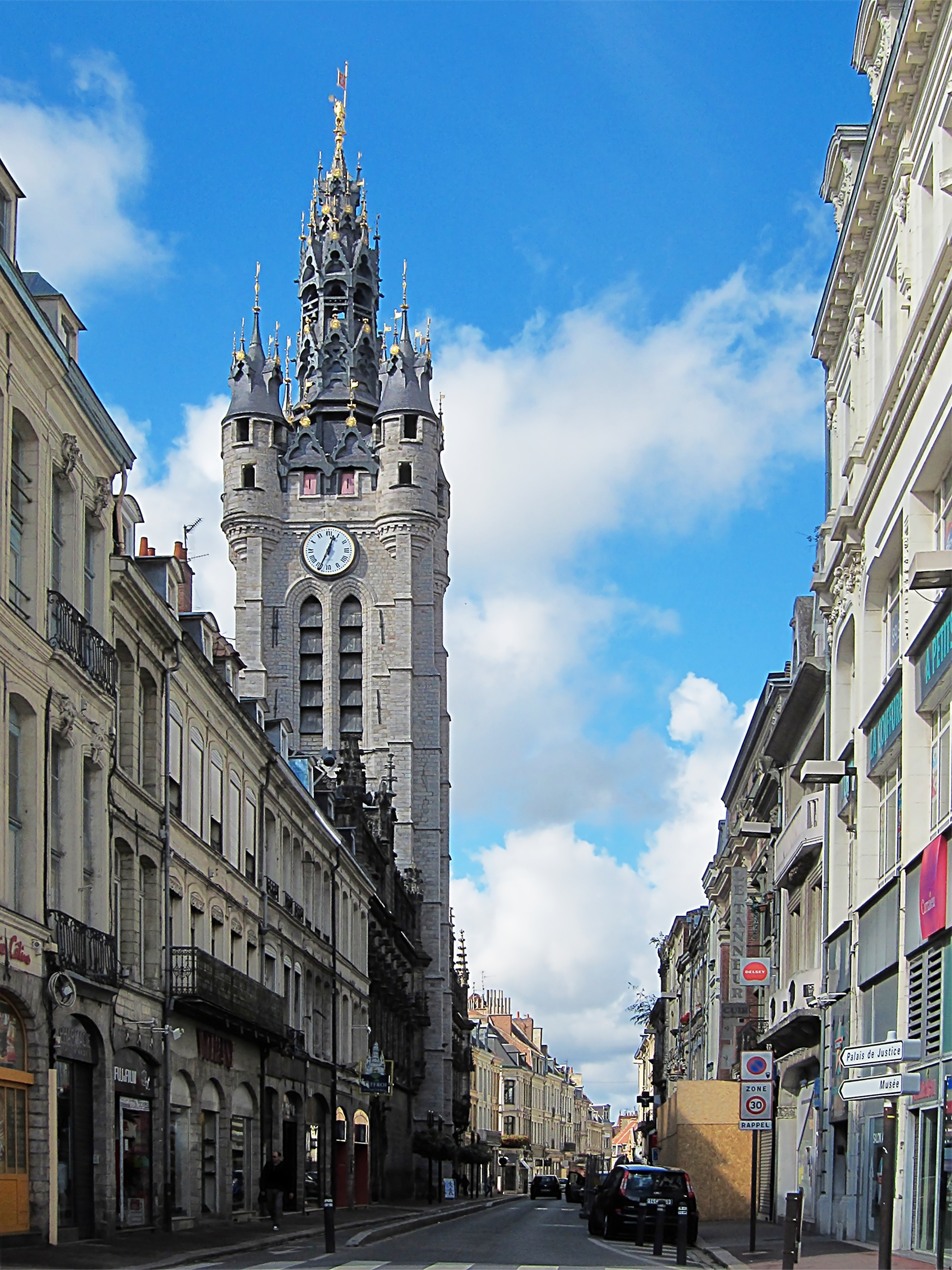

杜埃钟楼（法語：Beffroi de Douai）是法国北部大区城市杜埃的一座历史建筑。

## 历史
杜埃钟楼建于1380年。哥特式建筑风格。
维克多·雨果在1837年称赞杜埃钟楼是他见过最美丽的钟楼。
杜埃钟楼和市政厅于1862年列为法国历史古迹，2005年列为世界遗产。